# Grün alternative Partei
Die Grün alternative Partei GaP (vormals Grüne Partei Bern – Demokratische Alternative) ist eine politische Partei im Kanton Bern, sie ist Mitglied der Grünen Partei der Schweiz. Sie bezeichnet sich selbst als radikal-grün.

## Geschichte

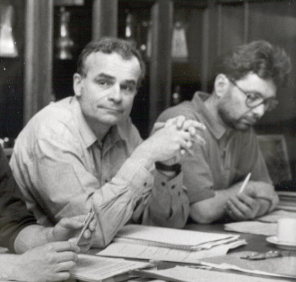
Luzius Theiler (links) 1992

Im Jahr 1976 wurde die Demokratische Alternative von Luzius Theiler (1940–2023), ehemaligem Mitglied des Landesrings der Unabhängigen, und Daniele Jenni (1949–2007), ehemaligem Sozialdemokraten, gegründet. Relativ schnell konnte sie Sitze im Gemeindeparlament der Stadt Bern und im Grossen Rat (Kantonsparlament) des Kantons Bern gewinnen. Die Demokratische Alternative gehörte 1983 zu den Gründungsmitgliedern der Grünen Alternative Schweiz. Im Jahr 1986 wechselte sie zur Grünen Partei der Schweiz und wurde deren zweite Sektion im Kanton Bern neben der Grünen Freien Liste. Von den Grünen Gewinnen der 1980er-Jahre konnte die DA kaum profitieren, sie kam nie über zwei Stadt- und drei Grossratssitze hinaus. Dabei nützte ihr auch die Berner Finanzaffäre von 1986 nichts, obwohl Vertreter von ihr, namentlich Luzius Theiler, bereits in den Jahren zuvor auf die zur Affäre führenden Missstände hingewiesen hatten. Im Jahr 1990 schloss sich die POCH des Kantons Bern mit der Demokratischen Alternative zur Grünen Partei Bern zusammen. Im Jahr 1994 verlor die GPB ihre Vertretung im Kantonsparlament. In den 1990er-Jahren lösten sich die GPB-Sektionen ausserhalb der Stadt Bern auf. Nur in der Stadt Bern blieb die GPB aktiv und war mit einem, zwischenzeitlich (2008–2012) mit zwei Mitgliedern, im Stadtrat vertreten. Die GPB-DA versteht sich aber weiterhin als kantonale Partei, über die Hälfte ihrer Sympathisanten wohnt gemäss ihrer eigenen Angaben ausserhalb der Stadt. Sie nahm an den Schweizer Parlamentswahlen 2007 und 2011 mit eigenen Listen teil. Bei der Fusion der beiden anderen Grünen Parteien im Kanton Bern, der Grünen Freien Liste und des Grünen Bündnis zu den Grünen Kanton Bern vom Juni 2011 blieb die GPB-DA abseits. 2014 beteiligte sie sich erstmals seit 1998 an den Grossratswahlen. Dank einer Listenverbindung mit den anderen kleinen Linksaussen-Parteien (AL und PdA) gewann sie einen Sitz und war bis 2018 mit Simone Machado Rebmann im Kantonsparlament vertreten. Für einige Jahre nahm die GPB ihre ursprüngliche Bezeichnung wieder auf und nannte sich GPB-DA. Seit 2017 tritt sie unter der Bezeichnung Grün alternative Partei gap auf. Zu den Berner Gemeindewahlen 2024 trat sie nicht mehr an. Die Partei begründete dies damit, nach dem Tod von Luzius Theiler fehle es ihr Menschen und Zeit, um den Wahlkampf zu stemmen. Zudem vermutete sie, das Engagement von Machado Rebmann gegen die Covid-Massnahmen könnte ihre Wählerschaft «halbiert» haben. Seit Anfang 2025 ist DA/GPB-DA/GaP daher nach 48 Jahren nicht mehr im Berner Stadtparlament vertreten.

## Politische Positionen
Die GPB-DA ist gegen weiteres Wirtschaftswachstum und fordert eine «Begrenzung von Produktion, Konsum, Investitionen, Energie- und Rohstoffverbrauch auf ein global verträgliches Mass».
Die Partei lehnt eine Liberalisierung der Landwirtschaftspolitik ab, die Landwirtschaft ist ihrer Ansicht nach «nicht marktfähig». Sie unterstützte das (knapp nicht zustande gekommene) Referendum gegen die einseitige Einführung des Cassis-de-Dijon-Prinzips in der Schweiz. Sie ist dagegen für eine lokale und ökologische Landwirtschaft.
Die GPB-DA wehrt sich radikal gegen den zunehmenden Verbrauch von Land. Sie kämpft aktiv gegen jede Überbauung oder sonstige Zerstörung von Grünflächen in der Stadt Bern. Ebenso ist es der Partei wichtig, dass denkmalgeschützte Gebäude erhalten bleiben. Sie lehnt ein weiteres Wachstum der Stadt Bern ab. Sie spricht sich stattdessen für eine dezentrale Besiedlung und eine Stärkung des ländlichen Raums aus, diese ist ihrer Ansicht nach auch ökologischer, weil sie die Versorgung mit gesunden Lebensmitteln über kurze Distanzen erlaubt. Sie will günstigen Wohnraum erhalten; dies soll dadurch erreicht werden, dass die Stadt auf «Luxussanierungen» und den Abriss günstiger Wohnungen verzichtet, städtische Wohnung nicht oder dann nur an gemeinnützige Bauträger verkauft, Mietkostenzuschüsse gewährt und dass die Mitsprache der Mietenden erhalten oder gestärkt wird.
Die GPB-DA kämpft gegen eine «Kommerzialisierung» oder «Privatisierung des öffentlichen Raums». Anliegen von Umwelt- und Denkmalschutz sollen gegenüber kommerziellen Interessen klar den Vorrang haben. Sie setzt sich dafür ein, dass nicht-kommerzielle Räume ohne «Konsumzwang» geschaffen und erhalten werden. Daher unterstützt sie Jugendräume und insbesondere das Kulturzentrum Reithalle. Gegenüber alternativen Wohnformen sollte die Stadt eine freundliche Politik betreiben.
Ein wichtiges Thema für die GPB-DA ist der Rechtsstaat und die Grundrechte, besonders von gesellschaftlichen Aussenseitern und so genannten Randständigen. Die GPB lehnt den Wegweisungsartikel ab, mit dem die Polizei Personen mit störendem Verhalten den Aufenthalt an bestimmten Orten verbieten kann. Sie setzt sich dafür ein weit verstandenes Recht auf Demonstrationen ein und ist häufig der Ansicht, dass die Polizei bei bestimmten Anlässen unverhältnismässig vorgegangen sei. Beim Einsatz von privaten Sicherheitsdiensten kritisiert sie sowohl die Auslagerung öffentlicher Aufgaben wie gewalttätige Vorfälle. Sie lehnt Videoüberwachung ab und kritisiert allgemein einen Ausbau des Überwachungsstaates, «Bespitzelung» und das Sammeln von Daten.
In der Sozialpolitik ist die Partei der Meinung, dass die bisherige Strategie, Sozialhilfebezüger möglichst schnell in irgendeiner Arbeitsstelle unterzubringen, nur zu einer Zunahme von Prekären Arbeitsbedingungen und der Armut in der Schweiz geführt habe. Sie lehnt es sowohl aus grundrechtlicher wie aus sozialpolitischer Sicht ab, Sozialhilfebezüger zu einer Arbeit zu zwingen. Ebenso ist sie gegen den Einsatz von Sozialdetektiven, welche in den letzten Jahren von verschiedenen Schweizer Gemeinden eingesetzt wurden, um Sozialhilfebetrüger aufzuspüren.
Wie ihr Gründungsnamen Demokratische Alternative sind die demokratischen Mitbestimmungsmöglichkeiten für die GPB-DA ein zentrales Anliegen. 
Die GPB-DA ist gegen Machtverschiebungen, welche den Einfluss der Exekutiven stärken, und denjenigen der Stimmbevölkerung und des Parlamentes schwächen. Sie lehnt die Auslagerung von Staatsaufgaben ab, ebenso die Zunahme von neuen Institutionen, in denen Behörden ohne direkte demokratische Kontrolle miteinander zusammenarbeiten. Die Partei kritisiert immer wieder, die Berner Stadtregierung nehme das Stadtparlament zu wenig ernst und informiere dieses sowie die Stimmbevölkerung nicht richtig. Sie ist kritisch gegenüber Kostenüberschreitungen bei staatlichen Bauprojekten und staatlichen Aktivitäten, bei denen ihrer Ansicht nach Private auf Kosten der Allgemeinheit profitieren, dies galt zum Beispiel im Rahmen der Fußball-Europameisterschaft 2008. Die in der Stadt Bern bestehende Lohnbegrenzung für Angehörige der Gemeinderegierung und Kader der Gemeindeverwaltung wird von ihr unterstützt. Die Partei kritisiert die zunehmende Einflussnahme des Bundesrats und anderer Exekutivorgane auf die Meinungsbildung der Bevölkerung. Sie unterstützte daher auch als quasi einzige Gruppierung der politischen Linken, die von rechten Kreisen eingereichte Volksinitiative «Volkssouveränität statt Behördenpropaganda», welche 2008 von der Schweizer Stimmbevölkerung abgelehnt wurde. Die Partei ist für eine stärkere Transparenz bei staatlichen Tätigkeiten. Die GPB-DA ist gegen einen Beitritt der Schweiz zur Europäischen Union und steht dieser insgesamt sehr kritisch gegenüber.

## Wahlergebnisse

### Nationalratswahlen
Stimmen und Wähleranteile der Demokratischen Alternative, der GPB respektive ihr nahestehender Listen bei den Nationalratswahlen, Wähleranteile jeweils nur auf den Kanton Bern bezogen. 
| Jahr   | Wähler           | %                |
| ------ | ---------------- | ---------------- |
| 1979   | 3'194            | 1,09 %           |
| 1983   | 4'922            | 1,60 %           |
| 1987   | 6'059            | 2,08 %           |
| 1991   | 5'830            | 1,88 %           |
| 1995 1 | 2'183            | 0,82 %           |
| 1999   | nicht kandidiert | nicht kandidiert |
| 2003   | nicht kandidiert | nicht kandidiert |
| 2007   | 2'755            | 0,86 %           |
| 2011   | 1'408            | 0,39 %           |
| 2015   | nicht kandidiert | nicht kandidiert |
| 2019   | nicht kandidiert | nicht kandidiert |

Quellen: 

### Wahlen in den Grossen Rat des Kantons Bern
Der Grosse Rat bestand bis 2002 aus 200 Mitgliedern, seit 2006 nur noch aus 160. Der Sitz im Grossen Rat 2014 konnte dank einer Listenverbindung zusammen mit der Alternative Linken und der Partei der Arbeit erreicht werden.
| Jahr | Anteil           | Sitze            |
| ---- | ---------------- | ---------------- |
| 1978 | 0,3 %            | 1                |
| 1982 | 2,3 %            | 3                |
| 1986 | 1,9 %            | 3                |
| 1990 | 0,8 %            | 2                |
| 1994 | 0,6 %            | 0                |
| 1998 | 0,2 %            | 0                |
| 2002 | auf Liste von GB | auf Liste von GB |
| 2006 | nicht kandidiert | nicht kandidiert |
| 2010 | nicht kandidiert | nicht kandidiert |
| 2014 | 0,3 %            | 1                |
| 2018 | 0,3 %            | 0                |
| 2022 | 0,0 %            | 0                |

Quellen: 

### Wahlen in den Stadtrat der Stadt Bern
Der Stadtrat besteht aus 80 Mitgliedern.
| Jahr | Anteil           | Sitze            |
| ---- | ---------------- | ---------------- |
| 1976 | 1,7 %            | 1                |
| 1980 | 3,0 %            | 2                |
| 1984 | 3,3 %            | 2                |
| 1988 | 2,9 %            | 2                |
| 1992 | 3,2 %            | 2                |
| 1996 | 1,3 %            | 1                |
| 2000 | 1,5 %            | 1                |
| 2004 | 1,8 %            | 1                |
| 2008 | 2,4 %            | 2                |
| 2012 | 1,8 %            | 1                |
| 2016 | 1,4 %            | 1                |
| 2020 | 1,3 %            | 1                |
| 2024 | nicht kandidiert | nicht kandidiert |

Quellen: 